# 힉스 보손

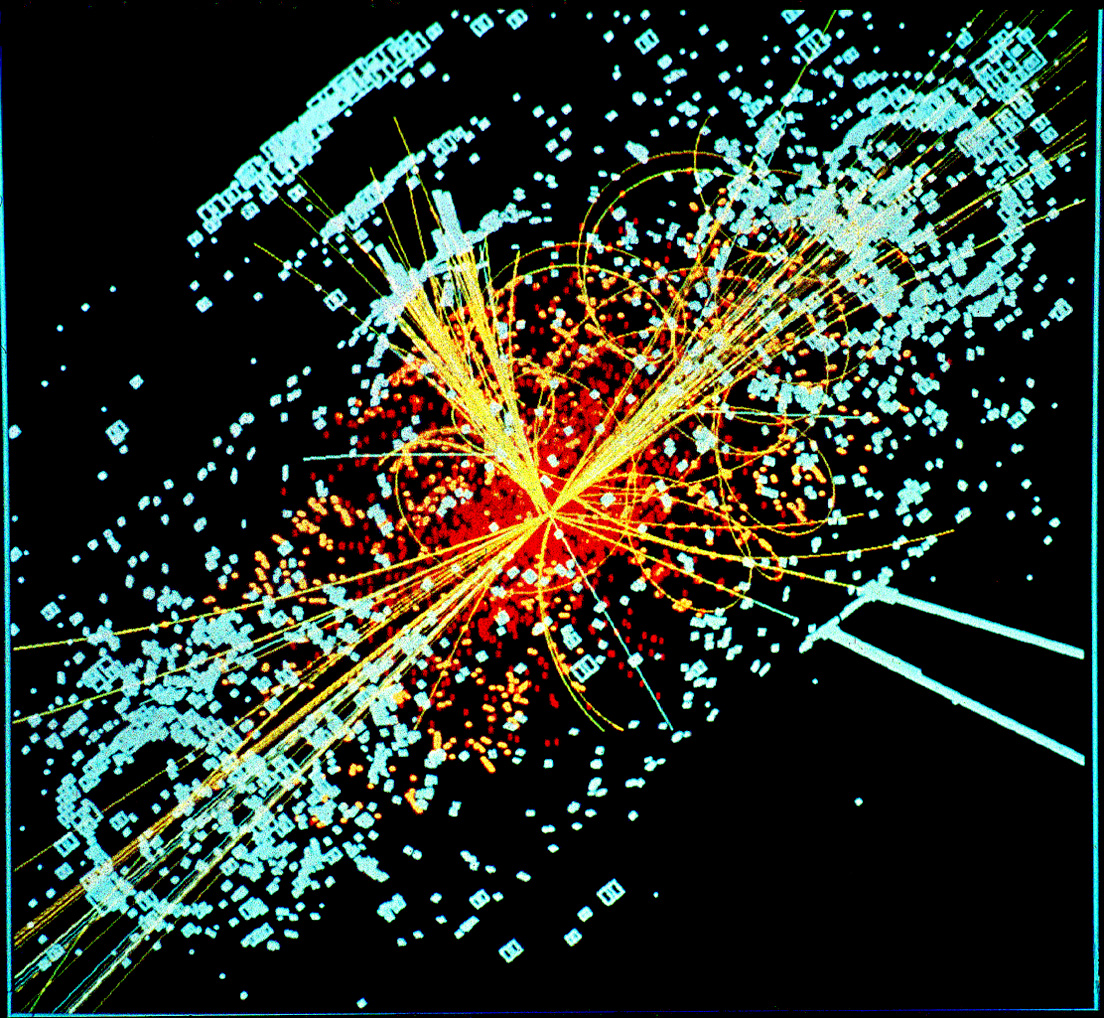

힉스 보손(영어: Higgs boson)은 입자물리학의 표준 모형이 제시하는 기본 입자 가운데 하나이다. 힉스 보손은 현대 물리학이 우주를 설명하는 데 있어 중요한 역할을 담당하고 있어, 존재 여부를 확인하는 것에 따라 지금의 물리학에서 설명하는 우주론 자체가 얼마나 실제와 같은지를 가늠할 수 있는 기준이 된다. 현재 알려진 기본 입자 가운데 유일한 스칼라 보손이다.

## 역사

### 이론적 예측
1964년에 피터 힉스는 입자에 질량이 부여되는 과정에 대한 가설인 힉스 메커니즘을 발표하면서 힉스 보손의 존재를 가정하였다. 힉스는 1964년 피지컬 리뷰 레터에 실린 대칭 깨짐 논문들에 힉스 장과 힉스 보손으로 일어나는 힉스 메커니즘 가설을 다루는 논문을 실었다. 힉스의 가설은 바닥 상태일 때 0 이 아닌 값을 갖는 아직 발견되지 않은 양자가 힉스 장 안에서 자극을 받아, 쿼크나 전자와 같은 다른 기본 입자에 질량을 부여한다는 이론이다.
힉스 보손은 표준 모형을 수립하면서 널리 인정되었고, 실험을 통해 발견되지 않은 상태에서도 입자물리학 핵심 이론의 기반이 되었다. 그러나, 힉스 보손이 존재하지 않는다고 가정하여도 표준 모형이 완전히 붕괴되는 것은 아니다. "힉스를 제외한 모형"도 제안된 적이 있다.

### 발견
힉스 보손은 다른 입자에 비해 질량이 매우 크고 붕괴되는 시간이 짧기 때문에 대형 입자가속기에서만 관찰이 가능하다. 2012년 7월 4일, 유럽 입자 물리 연구소(CERN)의 대형 강입자 충돌기의 ATLAS와 CMS로 실시된 연구에서, 2012년 7월 4일 오전 3시(현지 시간)에 4.9σ의 신뢰도로 힉스 보손과 유사한 입자를 발견하였다고 발표하였다. 그리고 2013년 3월 14일, CERN에서 힉스 보손의 발견을 공식으로 밝히면서 힉스 보손은 실재하다는 것이 증명되었다.
ATLAS와 CMS에서 발표한 힉스 보손의 질량은 다음과 같다.
- 125.3±0.4(stat.)±0.5(sys.)GeV/c2 (신뢰도 5.8σ) (CMS)[8]
- 126.0±0.4(stat.)±0.4(sys.)GeV/c2 (신뢰도 5.9σ) (ATLAS)[9]

## 이론
힉스 보손은 표준 모형의 유일한 스칼라 보손이다. 자발 대칭 깨짐을 통해 진공 기댓값을 갖게 돼, 유카와 상호작용에 의해 페르미온에 질량을 준다. 이 과정은 힉스 메커니즘 (혹은 힉스-앤더슨 메커니즘)이라고 부른다. 힉스 메커니즘 이외에 복합 힉스 입자나 테크니컬러 등의 대안이 있다.
힉스 보손의 정확한 종류와 수는 모형에 따라 다르다. 가장 간단한 경우인 표준 모형에서는 단 하나의 힉스 보손만이 존재하고, 이는 중성 스칼라 보손이다. 최소 초대칭 표준 모형(MSSM)과 같은, 두 종의 힉스 이중항이 있는 경우, 5개의 힉스가 있다. 이 가운데 2종은 중성 스칼라 (H0, h0), 1종은 전기적으로 중성인 유사스칼라 (A0), 2종은 전하를 띤 스칼라(H±)다.

## 성질
표준 모형의 힉스 보손은 스핀이나 전하가 없고 색전하도 없으며, 다른 페르미온 입자와 약한 상호작용이나 유카와 상호작용만을 겪는다.
현재 힉스 보손처럼 보이는 입자의 질량은 (2013년 여름 데이터로) 약 125.9±0.4 GeV/c2이다. 이 입자의 수명은 매우 짧으며, 현재까지 다음과 같은 붕괴들이 관찰되었다.
{\displaystyle H^{0}\to WW^{*}} (W보손)
{\displaystyle H^{0}\to ZZ^{*}} (Z보손)
{\displaystyle H^{0}\to \gamma \gamma } (광자)
{\displaystyle H^{0}\to b{\bar {b}}} (바닥 쿼크와 바닥 반쿼크)
{\displaystyle H^{0}\to \tau ^{+}\tau ^{-}} (타우 입자와 타우 반입자, 불확실)